# Murmańczycy

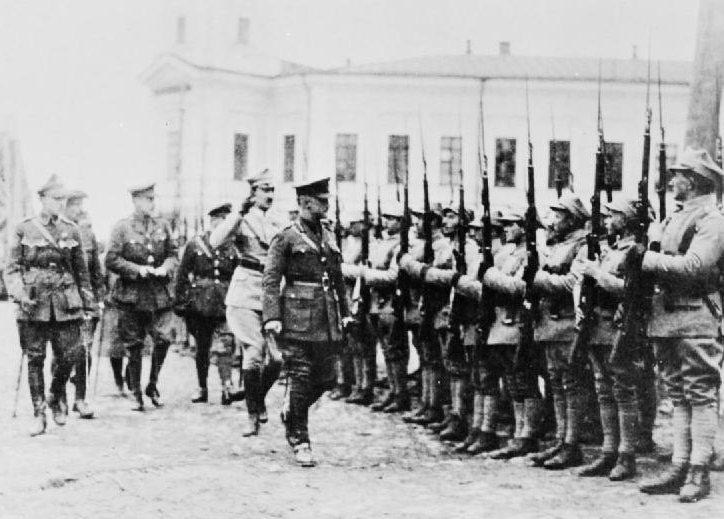
Batalion murmańczyków na apelu w Archangielsku w 1919 przed brytyjskim generałem Frederickiem Cuthbertem Poolem. Salutujący pułkownik to Stanisław Dowoyno-Sołłohub

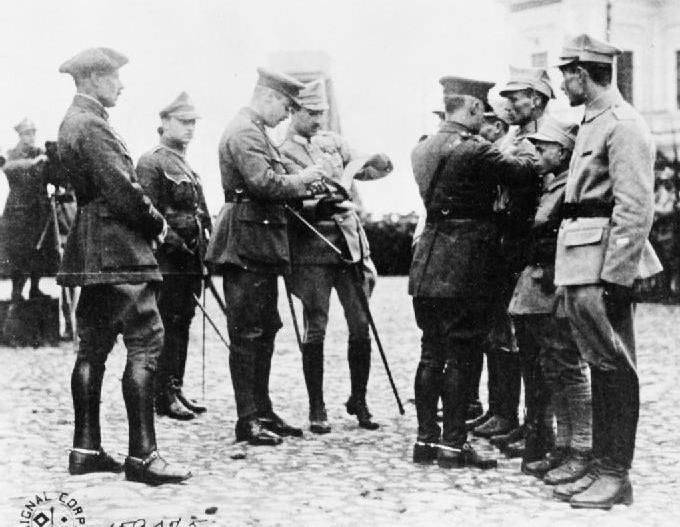
Brytyjski oficer odznacza za odwagę murmańczyków

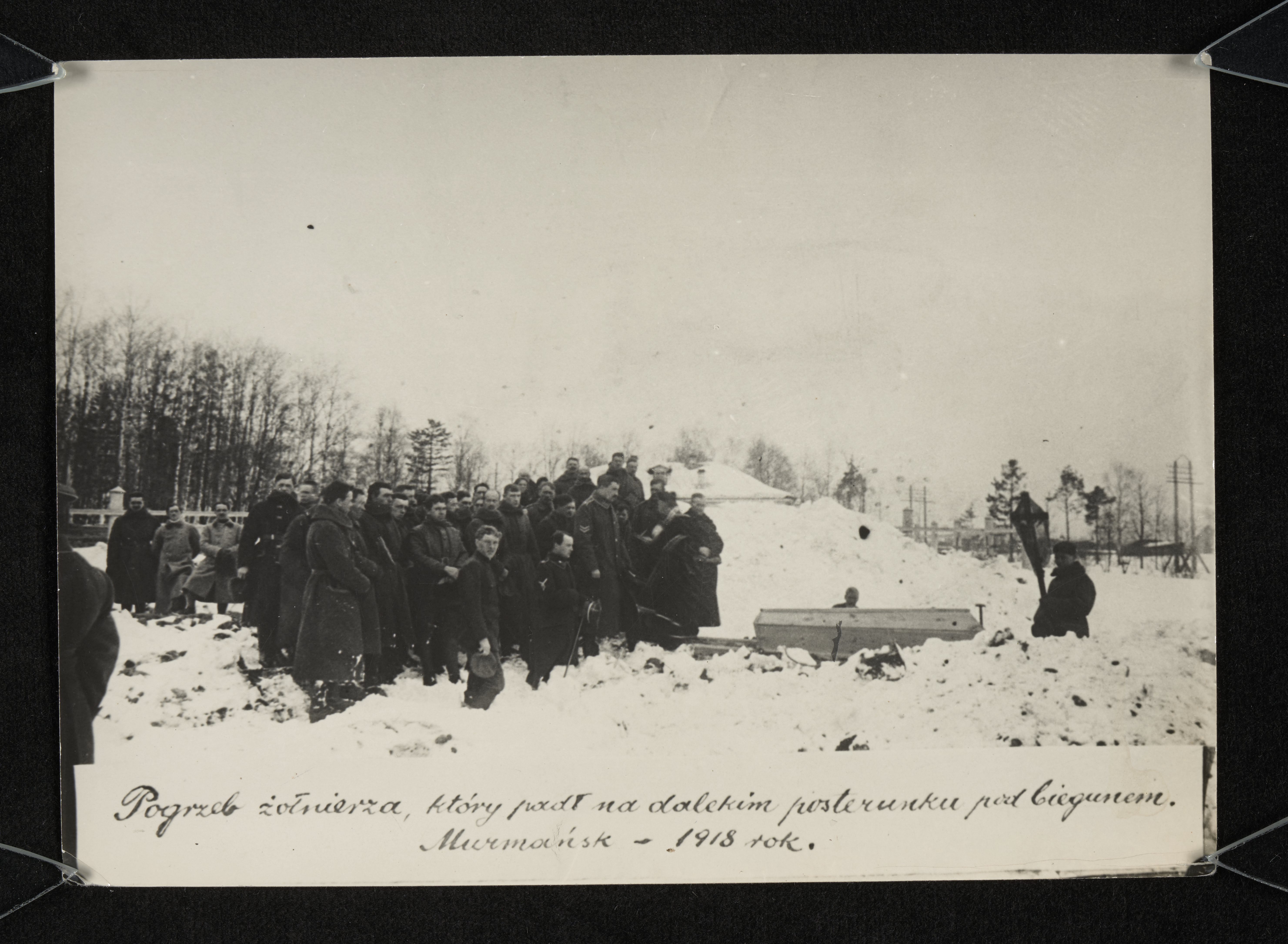
Pogrzeb murmańczyka 1918 rok.

Murmańczycy – potoczna nazwa polskich formacji zbrojnych walczących w latach 1918–1919 przeciwko bolszewikom w rejonie Murmańska i Archangielska na północy Rosji.

## Geneza
W maju i czerwcu 1918 zostały ostatecznie rozbite trzy polskie korpusy wschodnie, sformowane z żołnierzy-Polaków z armii carskiej. Zebrani w Kijowie oficerowie, głównie z II Korpusu w końcu maja 1918 uchwalili powołanie „Komisji Wojskowej” w oparciu o dość liczną Polonię w Moskwie, powierzając jednocześnie naczelne dowództwo nad polskimi formacjami wojskowymi generałowi Józefowi Hallerowi. Haller udał się do Moskwy, gdzie 15 czerwca zawarł umowę z przedstawicielami państw sprzymierzonych o tworzeniu oddziałów polskich na Murmaniu i Archangielsku opanowanym w tym okresie przez oddziały Ententy. Stamtąd polscy żołnierze mieli być przewożeni do organizowanej we Francji Armii Polskiej. Kilka tysięcy żołnierzy i oficerów z rozbitych korpusów, głównie z obszarów Ukrainy, a także ci, którzy wyszli z pierścieni okrążeń wojsk niemieckich i austro-węgierskich, a także transportów jenieckich zdążających na zachód, próbowało nadal walczyć o Ojczyznę i dotrzeć na północ Rosji. Jednakże bolszewicy, zgodnie z zobowiązaniem przyjętym wobec niemieckiego ambasadora hrabiego von Mirbacha-Harffa, rozstrzeliwali na miejscu bez sądu wszystkich schwytanych polskich żołnierzy. W rezultacie na północ dotarło jedynie kilkuset Polaków. Przy „Komisji Wojskowej” utworzono Wydział Mobilizacyjny, z pułkownikiem Michałem Żymierskim na czele. Miał on za zadanie kierowanie polskich żołnierzy na Murmań, gdzie miała powstać 4 Dywizja Strzelców Polskich. Wydział Mobilizacyjny funkcjonował sprawnie do połowy lipca, kierując poprzez punkty etapowe kilkuset Polaków do rejonu formowania. Niestety bolszewicy realizując wyraźny rozkaz Trockiego, zaczęli wyłapywać przedzierających się żołnierzy i rozstrzeliwać ich bez sądu. Zmieniono więc koncepcję kierując Polaków do nowego ośrodka formowania na Kubaniu. 20 czerwca generał Józef Haller, francuskim pociągiem sanitarnym, wyjechał z Moskwy i 26 czerwca przybył do Murmańska, gdzie brytyjski generał Frederick Cuthbert Poole zatwierdził instrukcję tworzenia oddziałów polskich, wyznaczając miejscowość Kola, jako ośrodek ich formowania. 4 lipca generał Haller odpłynął brytyjskim niszczycielem do Szkocji, wyznaczając świeżo mianowanego generałem Lucjana Żeligowskiego na dowódcę Wojska Polskiego na Wschodzie. Wielu z przybywających do ośrodka żołnierzy, szczególnie oficerów, kierowanych było do Wojska Polskiego we Francji, gdzie brakowało kadry oficerskiej. Ze względu na zbyt małe siły, zrezygnowano z tworzenia dywizji. Dowódcą tego oddziału mianowany został podpułkownik Machcewicz. Pomimo trudności, zdołano sformować na północy Rosji kilka oddziałów. Korzystały one z pomocy organizacyjnej i wsparcia materiałowego wojsk brytyjskich, współdziałały też z nimi w operacjach skierowanych przeciwko Armii Czerwonej. Odbywało się to zgodnie z umową, zawartą w Murmańsku przez generała Hallera z brytyjskim dowódcą Korpusu Interwencyjnego. Pierwsze z nich poczęły formować się już w czerwcu 1918. W mieście Kola powstał wówczas oddział składający się z kompanii strzelców i Legii Oficerskiej wspomaganych baterią artylerii i plutonem karabinów maszynowych (razem około 200 żołnierzy). Stanowił więc siłę zdolną podjąć działania zbrojne na skalę lokalną. Kolejną polską formacją był Oddział Dwiński. Sformował się on z żołnierzy polskich ukrywających się w Archangielsku przed bolszewikami. 31 lipca 1918, gdy wybuchło w mieście powstanie antybolszewickie, Polacy w sposób znaczący przyczynili się do opanowania miasta. Oddział pod dowództwem kapitana Sołodkowskieqo został skierowany nad północną Dwinę. Liczył wówczas 40 oficerów i żołnierzy. Na obszarze tym walczył do połowy grudnia 1918, zyskując sobie miano „Lwów Północy”. 24 września 1918 stan liczebny „Oddziału Polskiego w Koli” wynosił 30 oficerów i 79 żołnierzy. Podlegał on w całości dowództwu brytyjskiemu i brał udział w licznych walkach przeciw bolszewikom, ciesząc się doskonałą opinią zarówno u dowództwa brytyjskiego, jak też wśród miejscowej ludności. W październiku 1918 oddział został przeniesiony do Archangielska. W tym samym czasie tworzono inne polskie formacje. Po zdobyciu Onegi przez Brytyjczyków, w końcu lipca 1918 zaczął się tam formować oddział majora Horawskiego, który w połowie września także został przeniesiony do Archangielska. Kolejny oddział polski sformował się w Archangielsku nazajutrz po zdobyciu miasta. Jego dowództwo objął podpułkownik Kubiak. Nastąpiło też wkrótce scalenie wszystkich polskich formacji w mieście (z wyjątkiem Oddziału Dwińskiego) oraz ich reorganizacja. Z części utworzono szkołę oficerską, z drugiej części Batalion Strzelców. 1 grudnia 1918 stan batalionu wynosił wraz z Oddziałem Dwińskim: 90 oficerów, 33 podoficerów, 176 szeregowych. Pod dowództwem majora Juliana Skokowskiego także wyruszył on na front – nad rzekę Onega. W połowie stycznia 1919 liczebność oddziału wojsk polskich w północnej Rosji, czyli tzw. Murmańczyków, wynosiła 22 oficerów i 286 szeregowych.

## Walki z bolszewikami

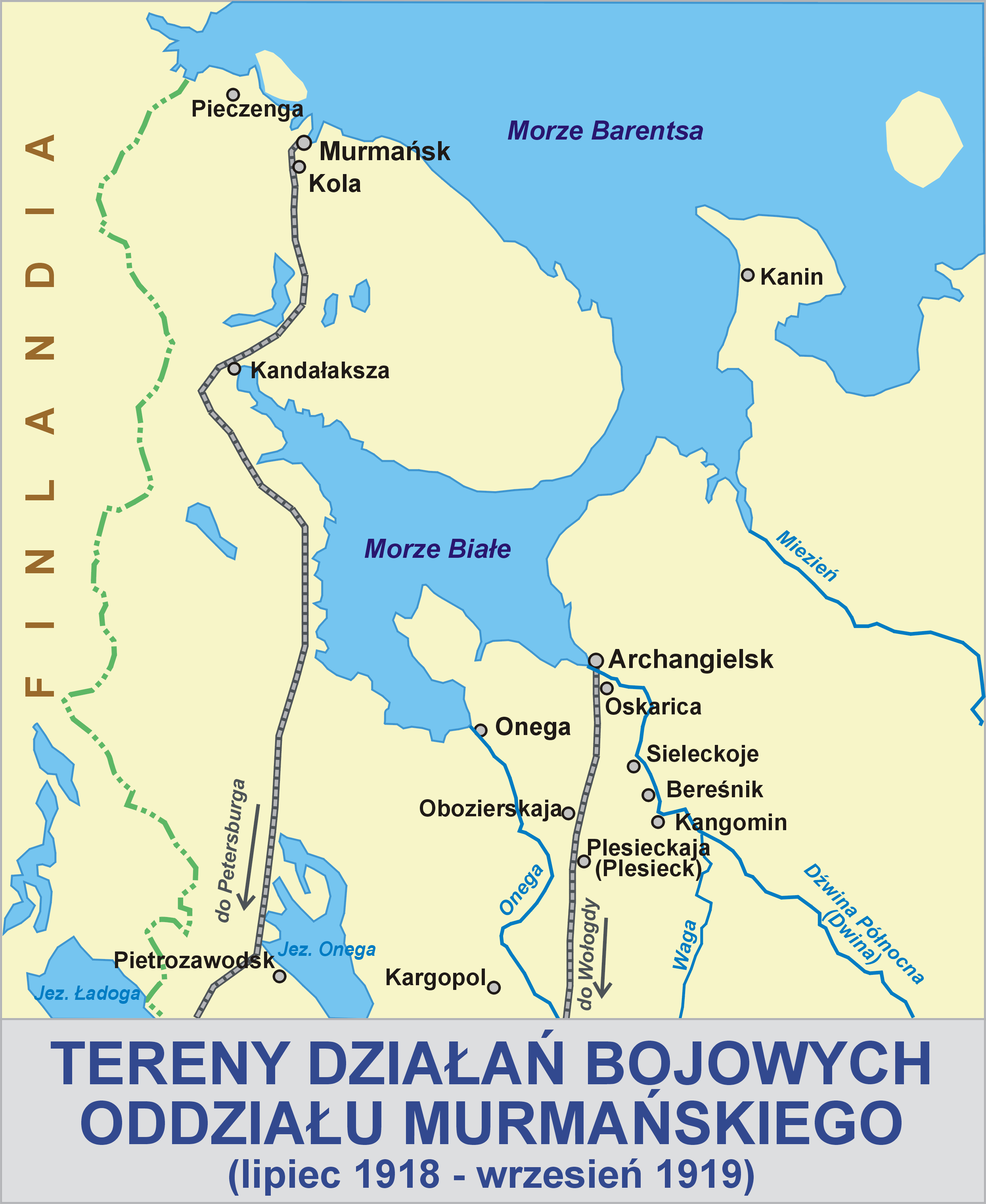

Pomimo dużych trudności, udało się utworzyć kilka oddziałów, które wkrótce zmuszone zostały przez bolszewików do walki. Na podstawie umowy zawartej na krótko przed wyjazdem przez generała Hallera z brytyjskim dowódcą korpusu interwencyjnego generałem Poolem, korzystały one z pomocy organizacyjnej i wsparcia materiałowego wojsk brytyjskich, współdziałały też z nimi w operacjach skierowanych przeciwko wojskom bolszewickim. Pierwsze z nich zaczęto formować już w czerwcu 1918. Oddziały Murmańczyków działały na północy Rosji do połowy września 1919 (ogółem liczyły wówczas ponad 300 oficerów i żołnierzy), kiedy – po decyzji aliantów wycofania się z Rosji – zostały najpierw przerzucone do Archangielska, a stamtąd ewakuowane statkami do Polski, dokąd przybyły w grudniu 1919. Polskie oddziały na Murmaniu brały udział w walkach na półwyspie Kolskim i w rejonie Archangielska (walnie przyczyniając się do jego zdobycia) oraz wzdłuż linii kolejowej i rzek (Dwina i Onega) biegnących wśród tajgi z południa ku Morzu Białemu. W październiku 1918 występowały one w składzie: kompania strzelców, kompania ckm, bateria oficerska i pluton Dwiński – łącznie około 300 żołnierzy. Aktualny dowódca sił interwencyjnych – brytyjski generał Edmund Ironside, bardzo cenił polskich żołnierzy, nie chciał wypuścić Polaków spod swojej komendy. Dopiero po walkach nad rzeką Onegą oraz wzdłuż linii kolejowej Archangielsk – Wołogda, po zapadnięciu decyzji o wycofaniu alianckich oddziałów interwencyjnych, 20 września 1919, oddziały polskie drogą morską mogły odpłynąć do Polski.

## Polskie formacje wojskowe
Oddział Polski w Koli – 3 lipca 1918 roku generał Haller powierzył utworzenie oddziału i jego dowództwo pułkownikowi Stanisławowi Machcewiczowi, byłemu dowódcy 14 Pułku Strzelców Polskich. Pułkownik Machcewicz po bitwie pod Kaniowem, przy pomocy Polskiej Organizacji Wojskowej w Kijowie i Moskwie, a także francuskiej Ambasady przy rządzie bolszewickim w Moskwie, przybył na Murmań 19 czerwca 1918 roku (attaché wojskowy ambasady francuskiej, generał Lavergne, wystawiał listy „laissez-passer” kierujące wojskowych polskich do Wojska Polskiego we Francji, przez port w Murmańsku. Podobno do pewnego stopnia te listy były uznane i szanowane przez bolszewików). Z powodu zablokowania kolejowej linii murmańskiej przez bolszewików w Koli zebrało się sześćdziesięciu kilku żołnierzy i aż około 100 oficerów. Jednak oddział systematycznie zwiększał swoją liczebność, ponieważ kolejnym grupkom żołnierzy udawało się przedostawać przez linię frontu bolszewickiego. 
Oddział składał się z:
- kompanii strzelców – dowódca kapitan Sułkowski,
- Legii Oficerskiej – dowódca kapitan Lipski,
- baterii artylerii – dowódca porucznik Świątecki,
- plutonu karabinów maszynowych – dowódca kapitan Radoliński.

24 września stan oddziału to 30 oficerów, 79 żołnierzy (w tym część oficerów) i jedna „siostra miłosierdzia”. Uzbrojenie strzelców stanowiły karabinki piechoty rosyjskiej tzw. trzyliniówki wzoru Mosin-Nagant. Po pierwszym okresie, w którym żołnierze pełnili służbę wartowniczą i umacniali swoje pozycje, nastąpił okres regularnego szkolenia wojskowego z zakresu musztry, taktyki, walki w polu i strzelań. Powołano Oficerską Radę Honorową. Oddział podlegał Naczelnemu Dowództwu Brytyjskiemu generała Poole'a, który we wrześniu wydał rozkaz połączenia wszystkich polskich oddziałów w Archangielsku i 18 października 1918 oddział został przeniesiony do tego miasta.
Oddział majora Horawskiego, który powstał pod koniec lipca 1918, po zdobyciu przez Brytyjczyków Onegi. W połowie września także przerzucono go do Archangielska.
Oddział Dwiński kapitana Sołodkowskiego, utworzony w Archangielsku po wybuchu powstania antybolszewickiego 31 lipca 1918, w którym Polacy odegrali znaczną rolę. Oddział w liczbie około 40 ludzi został następnie skierowany nad Dwinę, gdzie działał do połowy grudnia 1918. Nazywano go także „Lwami Północy”.
Oddział podpułkownika Kubiaka, także sformowany w Archangielsku po powstaniu przeciwko bolszewikom. Na jego bazie w wyniku połączenia różnych polskich formacji w mieście (z wyjątkiem Oddziału Dwińskiego) zorganizowano Batalion Strzelców pod dowództwem majora Juliana Skokowskiego. Batalion liczył około 260 oficerów i żołnierzy. Wkrótce wyruszył w rejon rzeki Onega.
W Archangielsku powstała także szkoła oficerska pod dowództwem kapitana Wacława Lipskiego.
Dowództwo Wojsk Polskich w północnej Rosji

Szefem Misji Wojskowej WP na Murmaniu był pułkownik Stanisław Dowoyno-Sołłohub, a dowódcą Oddziałów WP pułkownik Machcewicz. 29 października 1918 roku, po wyjeździe pułkownika Machcewicza do Francji, dowódcą Wojsk Polskich w północnej Rosji został major Julian Skokowski. 
Obsada personalna Dowództwa Wojsk Polskich w północnej Rosji
- szef sztabu – kpt. Bogusław Szul-Skjöldkrona
- adiutant – ppor. Stefan Benedykt (od 25 XI 1918 – ppor. Mieczysław Kwiatkowski)
- szef wydziału gospodarczego i oficer rachunkowy – kpt. Artur Kronenberg (1887 – 1940 Katyń)
- oficer prowiantowy – Rafał Krywko
- lekarz – mjr lek. Hugo Karwowski (1894 – 1941 Zakopane)[3]

## Wojna polsko-bolszewicka i losy powojenne
Dalsze losy Murmańczyków ściśle związane były z działaniami militarno-politycznymi aliantów w tym regionie Europy. Gdy sprzymierzeni podjęli decyzję o wycofaniu swoich wojsk z północnej Rosji, w połowie września 1919 także polska formacja została stamtąd ewakuowana do Archangielska, a następnie do Polski. Powrót Murmańczyków do Polski nastąpił w grudniu 1919. Nie był to koniec szlaku bojowego Murmańczyków. Wojsko Polskie prowadzące wówczas wojnę z bolszewikami, potrzebowało dodatkowych sił.
Murmańczycy po powrocie do Polski natychmiast zostali włączeni do walk. W styczniu 1920 Batalion Murmańczyków wszedł w skład nowo sformowanego 64 Grudziądzkiego Pułku Piechoty jako jego 3. batalion.
W okresie II Rzeczypospolitej istniał Związek Murmańczyków, skupiający byłych żołnierzy polskich formacji wojskowych z północnej Rosji. Z jego inicjatywy w 1938 podczas święta pułkowego 64 Pułkowi Piechoty zmieniono nazwę na 64 Pomorski Pułk Strzelców Murmańskich.
Motyw Murmańczyków pojawia się w poezji Artura Oppmana („Murmańczyk”) i Eugeniusza Małaczewskiego.
Walki o Murmań zostały upamiętnione na Grobie Nieznanego Żołnierza w Warszawie, napisem na jednej z tablic, w okresie II RP i po 1990 „MURMAŃ 1918”.